# Teorema de la suma de dos quadrats

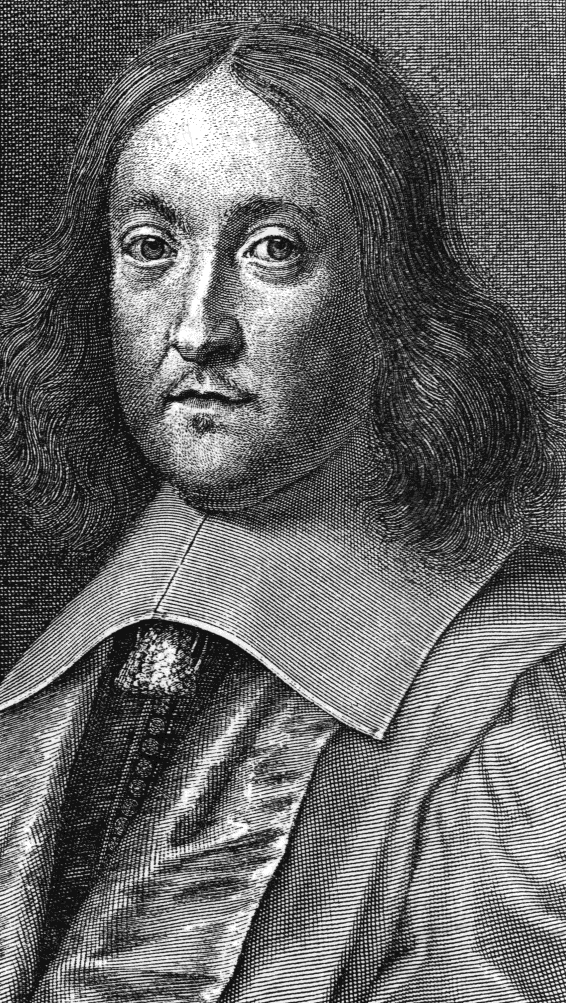
Pierre de Fermat, matemàtic

En matemàtiques, el teorema dels dos quadrats de Fermat  enuncia les condicions perquè un nombre enter sigui la suma de dos quadrats d'enters, i precisa de quantes maneres diferents ho pot ser. Per exemple, segons aquest teorema, un nombre primer senar és la suma de dos quadrats d'enters si i només si el residu de la seva divisió euclidiana entre 4 és 1; en aquest cas, els quadrats queden determinats de manera única. Es pot verificar sobre 17 (= 4 × 4 + 1) o 97 (= 4 × 24 + 1), que tots dos es poden expressar d'una única manera com una suma de dos quadrats (17 = 1² + 4² i 97 = 9² + 4²); també, que nombres primers, com 7 (= 4 × 1 + 3) o 31 (= 4 × 7 + 3), no es poden pas expressar com a suma de dos quadrats. Aquest resultat de vegades s'anomena simplement teorema dels dos quadrats o també teorema de Fermat de Nadal.
S'inscriu en la llarga història de la representació de nombres com a suma de quadrats que es remunta a l'antiguitat. Fou expressat de forma explícita per Pierre de Fermat (1601-1665) al segle xvii, però la primera prova publicada coneguda és l'obra de Leonhard Euler, un segle més tard. La seva demostració no tanca pas els interrogants. En el transcurs dels segles posteriors es proposaren noves proves i diverses generalitzacions. Aquestes contribucions han tingut un paper important en el desenvolupament de la branca de les matemàtiques anomenada teoria algebraica dels nombres.
A semblança de moltes equacions diofàntiques, és a dir, d'equacions en les quals els coeficients i les solucions buscades són nombres enters o racionals, la simplicitat de l'enunciat amaga una dificultat real en la seva demostració. Algunes de les proves proposades han ajudat a la posada a punt d'eines de vegades sofisticades, com les corbes el·líptiques o la geometria dels nombres, relacionant així la teoria dels nombres elemental amb altres branques de les matemàtiques.

## Presentació del teorema

### El cas dels nombres primers
Certs nombres primers són suma de dos quadrats d'enters. És clar el cas de 2 (=1² + 1²), igualment, 5 és la suma d'1 i de 4. Altres com 3 o 7 no verifiquen aquesta propietat. Una prova sistemàtica fins a 40 dona que: 
En canvi, 3, 7, 11, 19, 23 i 31 no es poden descompondre d'aquesta manera. El teorema dona un criteri general que permet discriminar aquestes dues situacions:
| Teorema dels dos quadrats de Fermat (cas dels nombres primers) Sigui p un nombre primer senar, p és suma de dos quadrats de naturals si i només si p és congruent amb 1 mòdul 4: {\displaystyle \exists x,y\in \mathbb {N} \quad /\quad p=x^{2}+y^{2}\quad \Leftrightarrow \quad p\equiv 1{\pmod {4}}.} A més, aquesta descomposició, quan existeix, és única, tret del canvi d'ordre entre x² i y². |

Dir que p és congruent amb 1 mòdul 4 significa simplement que el residu de la divisió euclidiana de p entre 4 és 1, o també que el nombre p és de la forma 4k+1 per a un enter k. Aquest vocabulari s'explica a l'article Congruència sobre els enters.

### El cas general
Si es comença escrivint els enters inferiors a 50 sobre quatre línies, en funció del residu de la seva divisió entre quatre, s'obté:
Els enters escrits en verd designen els que s'escriuen en forma de dos quadrats perfectes, els altres s'han escrit en vermell. Es comprova que la quarta línia no conté cap solució. Ara bé el producte d'un nombre parell de factors de la forma 4k+3 és de la forma 4k+1, per tant aquesta última línia no conté més que nombres que tenen un nombre senar de factors primers de la forma 4k+3. Això dona una pista per comprendre la situació general.
El cas d'un nombre n qualsevol depèn dels seus factors primers. Es té:
| Teorema dels dos quadrats (cas general) un enter és suma de dos quadrats si i només si cadascun dels seus factors primers de la forma 4 k + 3 intervé amb una potència parell. |

Així, 30 no és suma de quadrats, ja que 30 = 2.3.5, 3 intervé amb un exponent 1 en la seva factorització en factors primers. En canvi, 45 = 3².5 és suma de quadrats, ja que 3 intervé a la potència 2 (es troba que 45 = 6² + 3²).
La qüestió del nombre de parelles de quadrats la suma dels quals és igual a un enter n donat, és més difícil, aquest nombre depèn dels exponents dels factors de n de la forma 4k+1. Escrivint {\displaystyle n=n'p_{1}^{a}p_{2}^{b}p_{3}^{c}...}, on n’ no és divisible més que per 2 i factors primers de la forma 4k+3, i on els diferents pi són els factors primers de la forma 4k+1, llavors n té 1/2(a+1)(b+1)(c+1)... descomposicions diferents en suma de dos quadrats si un almenys dels exponents a, b, c... és senar i 1/2(a+1)(b+1)(c+1).-1/2 descomposicions si tots els exponents són parells.
Una altra expressió equivalent d'aquest nombre de descomposicions la va donar Charles Gustave Jacob Jacobi (1804-1851):
| Teorema dels dos quadrats (complements) Sigui n un enter {\displaystyle \geq 1} i r₂(n) el nombre de representacions de n com a suma de dos quadrats. Sigui d1 (resp. d₃) el nombre de divisors (no necessàriament primers) de n congruents amb 1 (resp. 3) mòdul 4, es verifica la fórmula següent: {\displaystyle r_{2}(n)=4(d_{1}(n)-d_{3}(n)).} |

Es compten totes les representacions, fins i tot les que no difereixen més que pel signe o l'ordre. Per exemple, {\displaystyle 5=(\pm 2)^{2}+(\pm 1)^{2}=(\pm 1)^{2}+(\pm 2)^{2}} admet 8 representacions com a suma de dos quadrats.
Un últim aspecte important és la construcció explícita dels quadrats la suma dels quals és igual a un enter n donat.

## Història

### Època antiga: primers resultats

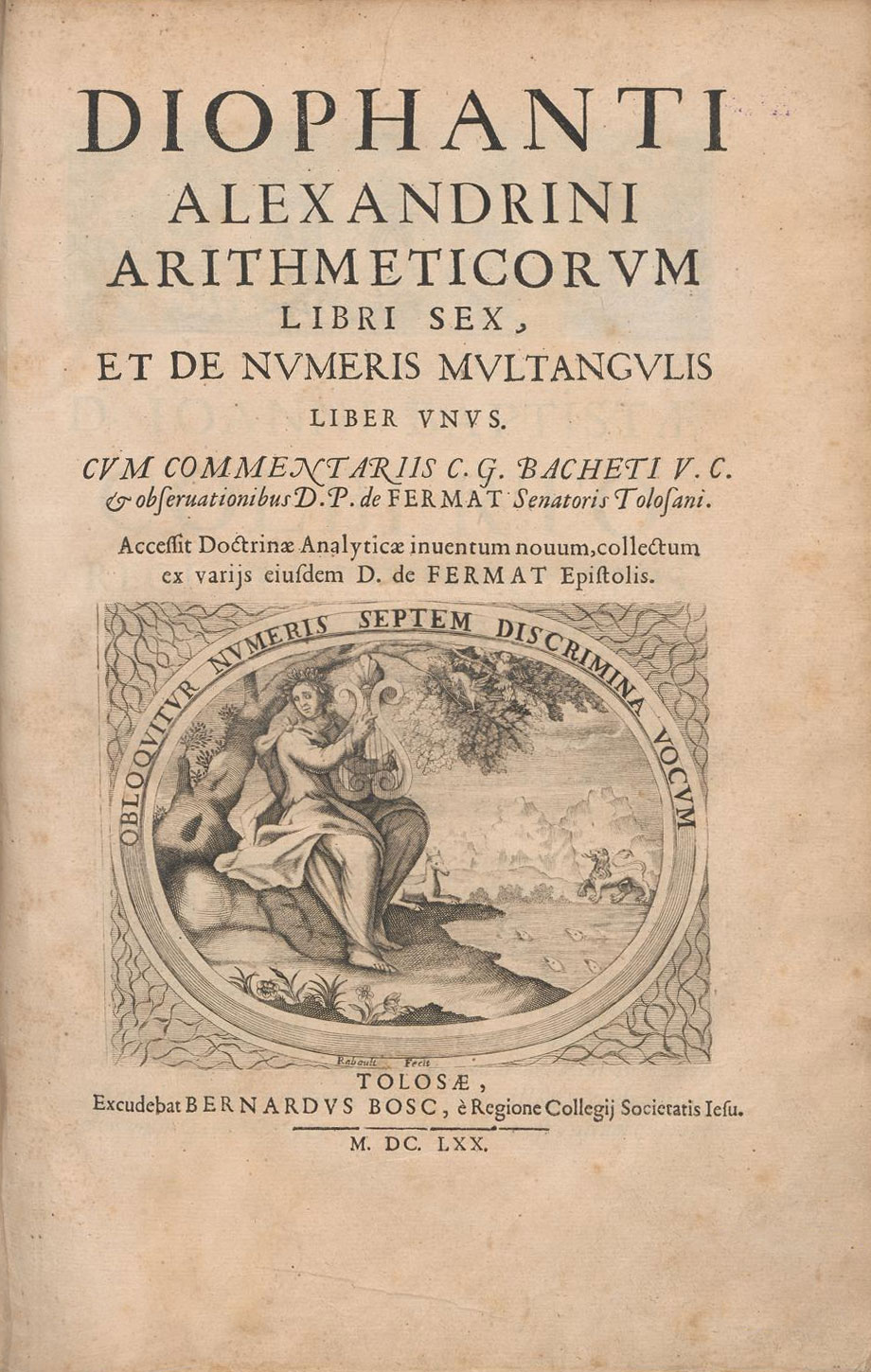
Edició de 1670 de les aritmètiques de Diofant d'Alexandria.

L'interès per les sumes de quadrats es remunta a l'antiguitat: es troben sumes d'aquest tipus en tauletes cuneïforme del començament del segon mil·lenni abans de la nostra era i dos lemes afegits al teorema X. 28 en els Elements d'Euclides expliquen com construir quadrats perfectes que siguin la suma o la diferència de quadrats perfectes, o al contrari com no obtenir un quadrat sumant dos quadrats[1].
Però és en la tradició diofàntica que es troben rastres més precisos sobre els nombres suma de quadrats. les Arithmetica, escrits en una data incerta, contenen problemes les solucions dels quals són racionals o enters. Un gran nombre d'ells es refereix als nombres quadrats o cúbics (en aquest cas dels quadrats o dels cubs de nombres racionals). A títol d'exemples, el problema 11 del llibre II és el següent: «Afegir un mateix nombre a dos nombres donats de manera que cadascun d'ells forma un quadrat», o encara el problema 22 del llibre IV: «Trobar tres nombres tals que el nombre sòlid procedent d'aquests nombres [en altres paraules, el producte d'aquests tres nombres], augmentat de cadascun d'ells, formi un quadrat». Per resoldre totes aquestes qüestions, Diofant introdueix una «quantitat indeterminada d'unitats» que anomena «arithme» i expressa en funció d'ella totes les dades del problema (és doncs un avantpassat de la noció d'incògnita en àlgebra). Aconsegueix així trobar una solució numèrica particular, per exemple per al problema II.11 la solució 97/64 si els nombres donats són 2 i 3, i per al problema IV.22, la solució 1, 34/6 i (2.1/2)/6.
Diverses mencions referents a la determinació dels nombres suma de dos quadrats apareixen de manera dispersa en diversos problemes. Per exemple, Diofant anota sense explicació que 15 no pot ser la suma de dos quadrats de nombres racionals enmig de la solució del problema VI.14. Al llibre III, afirma que el nombre 65 és una suma de dos quadrats de dues maneres diferents, ja que és el producte de 5 i 13, ells mateixos sumes de dos quadrats. Un altre problema fa referència al fet de «partir la unitat en dues parts i afegir a cadascun dels fragments un nombre donat, per tal de formar un quadrat». Això significa buscar una expressió de:
Això significa buscar 2c + 1 com a suma de dos quadrats. Diofant diu explícitament que c ha de ser parell, en altres paraules que la divisió de 2c + 1 entre 4 dona de residu 1.
Certs matemàtics lectors de Diofant estudiaren de manera més sistemàtica i més aritmètica els nombres suma de quadrats, en particular la tradició en llengua àrab d'al-Khazin, al-Sizji, al-Samaw’al. La seva perspectiva combina, sobre els problemes diofàntics que s'hi presten, tècniques inspirades de l'àlgebra naixent i un punt de vista euclidià, en particular un enfocament sobre els nombres enters i de les proves generals. Per exemple, ensenyen que una suma senar de dos quadrats primers entre ells és de la forma 12k+5 o 12k+1. Un context important és l'estudi dels triangles rectangulars en nombres, o ternes pitagòriques, és a dir dels nombres que verifiquen a² + b² = c²: en efecte, si els costats a, b, c són primers entre ells, c mateix s'escriu com una suma de quadrats.

### Segle XVII: Els enunciats

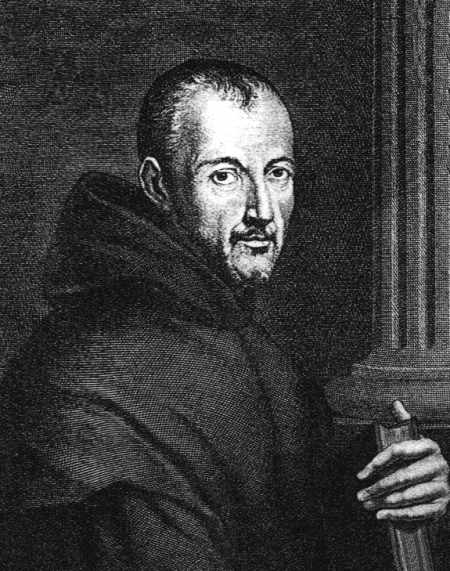
Marin Mersenne, estableix un contacte epistolar sòlid entre Pierre Fermat i els seus contemporanis.

És en relació directa amb les edicions i comentaris de les Aritmètiques de Diofant que es troba al segle xvii una exploració més sistemàtica, després arriben els primers enunciats complets d'aquest teorema.
Albert Girard acaba així la traducció de Simon Stevin dels llibres de Diofant i a les seves anotacions, el 1634, anuncia que els nombres que es poden expressar com a suma de dos quadrats són «els quadrats, els nombres primers de la forma 4k+1, els productes de nombres d'aquestes dues formes i el doble de cadascun dels nombres obtinguts», és a dir un enunciat equivalent a l'enunciat general donat més amunt. Però no presenta cap demostració.
És més o menys a la mateixa data que Marin Mersenne (1588-1648) estableix a París una acadèmia de matemàtiques comunicant els resultats dels diferents treballs, i recolzada sobre una important xarxa de corresponsals a través de tot Europa. Hi participen dels noms següents més o menys cèlebres com Étienne i Blaise Pascal (1623 1662), René Descartes, Bernard Frenicle de Bessy (1605 1675), Gilles Personne de Roberval o també Pierre de Carcavi, bibliotecari del Rei. Aquesta correspondència és una de les dues principals fonts per als treballs aritmètics de Pierre Fermat, l'altre és els seus propis comentaris a l'edició de Diofant que ha donat Claude-Gaspard Bachet de Méziriac en 1621. En els seus treballs de teoria dels nombres, Bachet s'inscriu en la tradició de l'anàlisi diofàntic enter, dona nous exemples numèrics en enters, i sobretot les demostracions a la moda euclidiana de nombroses propositions. En particular demostra que el producte de dues sumes de dos quadrats és una suma de dos quadrats, de dues maneres différentes; més precisament, en notació algebraica actual:
Aquesta identitat és fonamental per passar del cas dels nombres primers al cas general.
Mersenne anima els seus corresponsals a proposar-se mútuament els problemes, per tal de provar-ne la dificultat amb els altres matemàtics i d'estimular-los en les seves investigacions. Un dels primers proposats a Fermat el 1636 fa referència a la suma de diversos quadrats, i des de març de 1638, Mersenne indica a Descartes que Fermat ha demostrat que un nombre de la forma 4k+3 no és ni quadrat, ni suma de dos quadrats (racionals). El 1640, reprenent contacte amb Roberval després d'una interrupció de la seva correspondència, Fermat li recorda aquest resultat ja una mica antic i explica:
| « | Heus aquí el que he descobert sobre l'assumpte de la proposició 12 del cinquè Llibre de Diofant. Si un nombre donat és divideix pel major quadrat que el mesuri i que el quocient es trobi mesurat per un nombre primer menor de la unitat que un múltiple del quaternari, el nombre donat no és ni quadrat, ni compost de dos quadrats (racionals). ... He demostrat llavors... [que s]i un nombre és barreja de dos quadrats primers entre ells, dic que no pot ser dividit per cap nombre primer menor de la unitat més que un múltiple del quaternairi. | » |

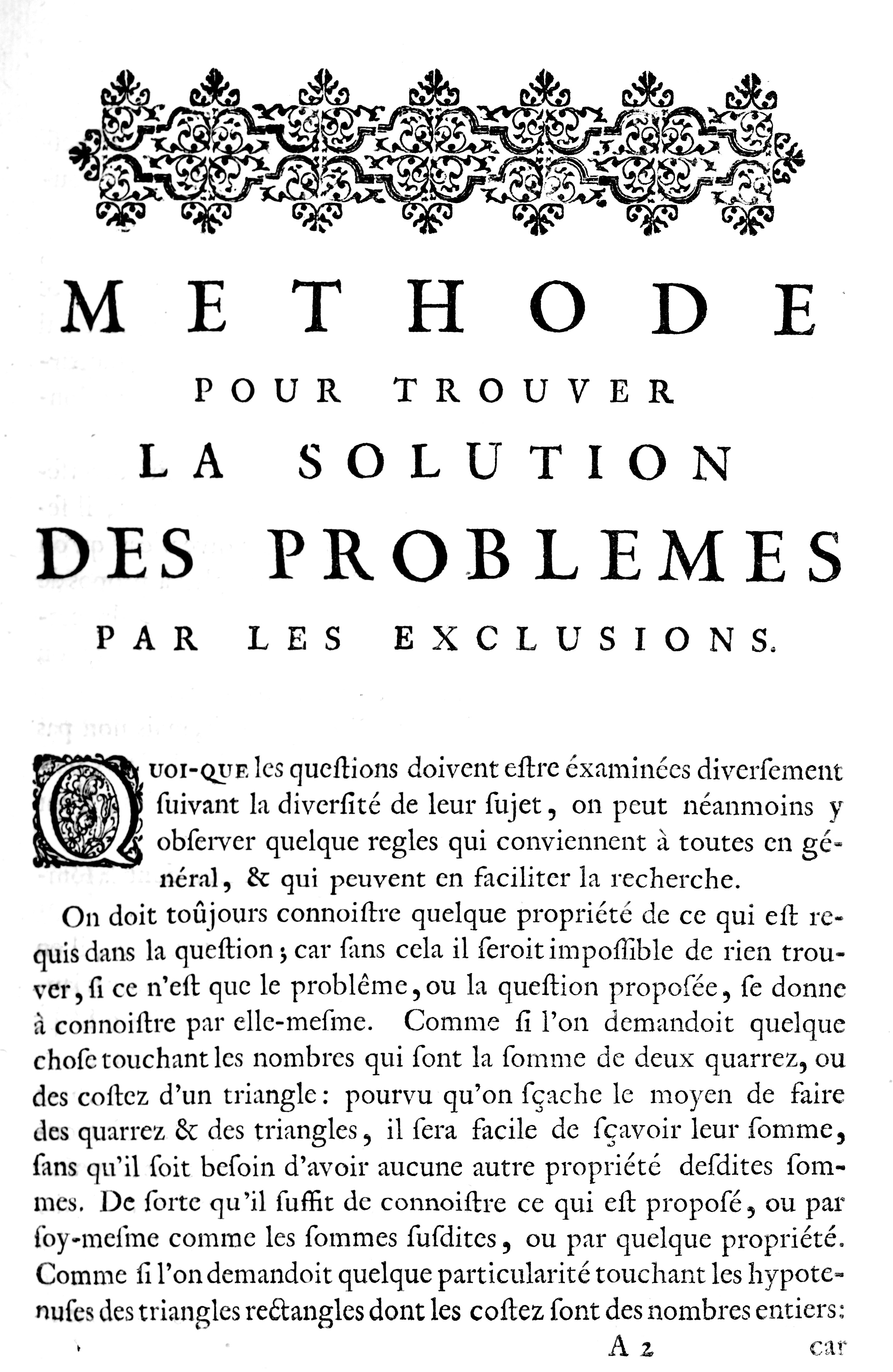
El començament del Mètode de les exclusions de Bernard Frenicle de Bessy, publicat el 1693: s'hi troben taules de suma de quadrats i dels problemes basats en el teorema dels dos quadrats

En altres paraules, en termes més moderns, si s'escriu un nombre n sota la forma {\displaystyle n'^{2}\prod p_{i}} i un dels factors primers pi és de la forma 4k−1, n no és pas una suma de quadrats, ni en enters, ni en nombres racionals (és a dir, ni tan sols divideix una suma de quadrats). I un nombre primer p divideix a² + b², amb a i b primers entre ells, llavors p no és de la forma 4 k−1 (per tant és 2 o un primer de la forma 4k+1).
Però és sobretot en una llarga missiva a Mersenne datada el dia de Nadal que Fermat enuncia els seus fonaments per resoldre tots els problemes vinculats a les sumes de quadrats. Per aquesta raó, el teorema s'anomena de vegades teorema de Fermat de Nadal.
| « | Tot nombre primer (p), que supera de la unitat un múltiple del quaternari (tal com 4 k + 1) és una sola vegada la suma de dos quadrats. Igualment son quadrat (p²). El seu cub (p3) i el seu quadrat-quadrat (p4) són cadascun dues vegades la suma de dos quadrats; el seu quadracub (p⁵) i el seu cubicub (p⁶) són cadascun tres vegades la suma de dos quadrats; etcètera fins a l'infinit. | » |

Aquest resultat reapareix en el context de diferents problemes, Fermat hi afegeix aviat el problema de la construcció fins i tot dels quadrats. El teorema sobre les sumes de quadrats figura també en les famoses observacions que Fermat ha escrit al marge de l'edició de Bachet de les Arithmétiques de Diofant, observacions que es coneixen per la versió pòstuma publicada pel seu fill en 1670.
L'interlocutor més important de Fermat sobre la teoria dels nombres, Frenicle, manifesta d'altra banda que ha trobat també aquest enunciat: demana per exemple a Fermat que trobi el nombre més petit que sigui suma de dos quadrats exactament un determinat nombre de vegades donat, i consagra el 5è exemple del seu propi tractat El Mètode de les Exclusions al problema: «Donat un nombre, determinar quantes vegades és la suma de dos quadrats».

### Elseglexvii: què hi ha demostracions?
Si l'enunciat és un bé col·lectiu per a aquests matemàtics, no ho és pas el mateix amb la demostració. Eliminar els divisors primers de la forma 4k−1 es pot fer considerant simplement els residus de la divisió dels quadrats entre 4: sol·licitat per Mersenne, com s'ha indicat, Descartes delega en un dels seus protegits, Jean Gillot, per resoldre la qüestió amb èxit. El recompte de les solucions, una vegada es coneix la identitat «de Brahmagupta», és un exercici de combinatòria que diversos autors porten a terme, com Frenicle per exemple. Manca la demostració que tot nombre primer de la forma 4k+1 és una suma de quadrats d'enters. Ara bé, existeixen pocs (fins i tot gens) models de tals proves d'existència en un context aritmètic. La interpretació geomètrica dels nombres enters, que està a la base de les demostracions euclidianes, és molt pesada. Una solució consisteix en una reinterpretació algebraica d'aquests problemes: com Stevin, François Viète, l'inventor d'un dels primers simbolismes algebraics coherents a gran escala, va reformular així una gran part de les Aritmètiques de Diofant al final del segle xvi. Però geometria o àlgebra, com guardar rastre del fet que es busquen aquí solucions enteres? Fermat és particularment conscient d'aquesta dificultat: en un desafiament matemàtic als matemàtics d'Europa, el 1657, declara: «A penes es troba qui plantegi problemes purament aritmètics, ni qui els comprengui. ¿No és això degut al fet que fins ara l'aritmètica ha estat tractada geomètricament més que no pas aritmèticament? »
És amb l'objectiu de desenvolupar aquesta anàlisi diofàntica entera, amb demostracions, que Fermat va posar a punt un mètode, el que anomena el descens infinit i que, segons les seves afirmacions, li permet arribar a l'extrem:
| « | Vaig estar molt de temps sense poder aplicar el meu mètode a les preguntes afirmatives, perquè la torre i el biaix per arribar-hi és molt més difícil que aquell del qual em serveixo a les negatives. De manera que, quan em va caldre demostrar que tot nombre primer, que supera en la unitat un múltiple de 4, està compost de dos quadrats, em vaig trobar en bonica pena. Però finalment una meditació diverses vegades reiterada em va donar les llums que em mancaven, i les preguntes afirmatives van passar pel meu mètode, amb l'ajuda d'alguns nous principis que hi va caldre ajuntar per necessitat. | » |

Tenia Fermat una demostració completa del seu teorema? No ha subsistit cap prova redactada per ell d'aquest teorema. En canvi, els ingredients que ha posat en el punt (petit teorema de Fermat, descens infinit) permeten efectivament fabricar-ne una i diversos historiadors s'han lliurat a aquest exercici de reconstruction.
Com alguns altres, els primers casos del seu Gran Teorema en particular, l'enunciat sobre les sumes de dos quadrats ocupa en qualsevol cas un lloc central en el programa de Fermat per renovar la teoria dels nombres. Catorze anys més tard, força després de la mort de Mersenne, es veuen reaparèixer aquests enunciats en un projecte d'obra que Fermat adreça a Blaise Pascal, després el 1658 en el transcurs d'un intercanvi amb els matemàtics anglesos, John Wallis i William Brouncker, i un any més tard, en un balanç sobre la teoria dels nombres destinada al jove Christiaan Huygens. Fermat es fixa que també es poden trobar lleis anàlogues per als nombres primers x² + 2y² = p i x² + 3y² = p.

### Segle XVIII: Demostracions i extensions

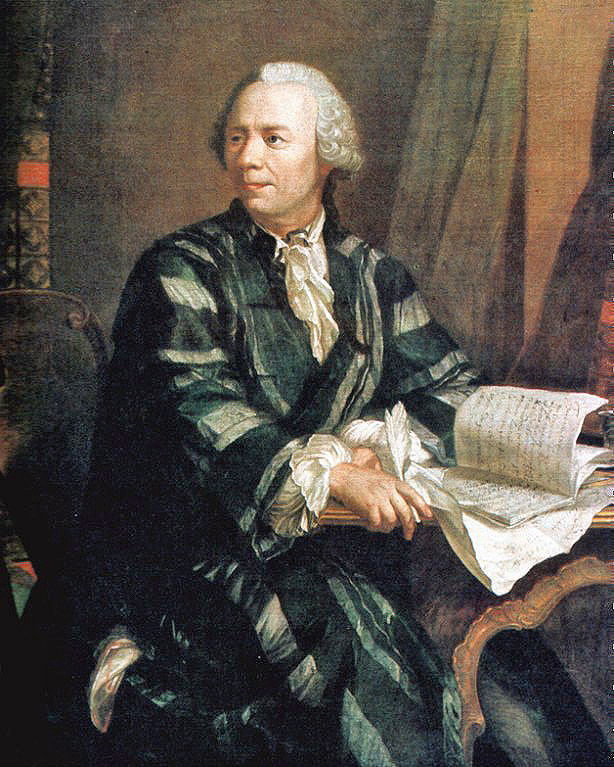
Leonhard Euler redacta la primera prova coneguda

L'ambient científic del segle següent és ben diferent. Les matemàtiques s'han professionalitzat arreu d'Europa i revistes periòdiques, en particular les publicacions de les diverses Acadèmies de les ciències, ofereixen la possibilitat de publicar resultats i demostracions. Leonhard Euler (1707-1783) s'interessà pel teorema dels dos quadrats, com per molts altres resultats de teoria dels nombres deixats per Fermat, i se li deuen les primeres demostracions publicades d'aquests enunciats.
La referència geomètrica a triangles rectangles de costats enters desapareix completament en benefici d'un formalisme purament algebraic. Euler estudia en particular, al costat d'altres equacions diofàntiques, les tres famílies d'equacions següents:

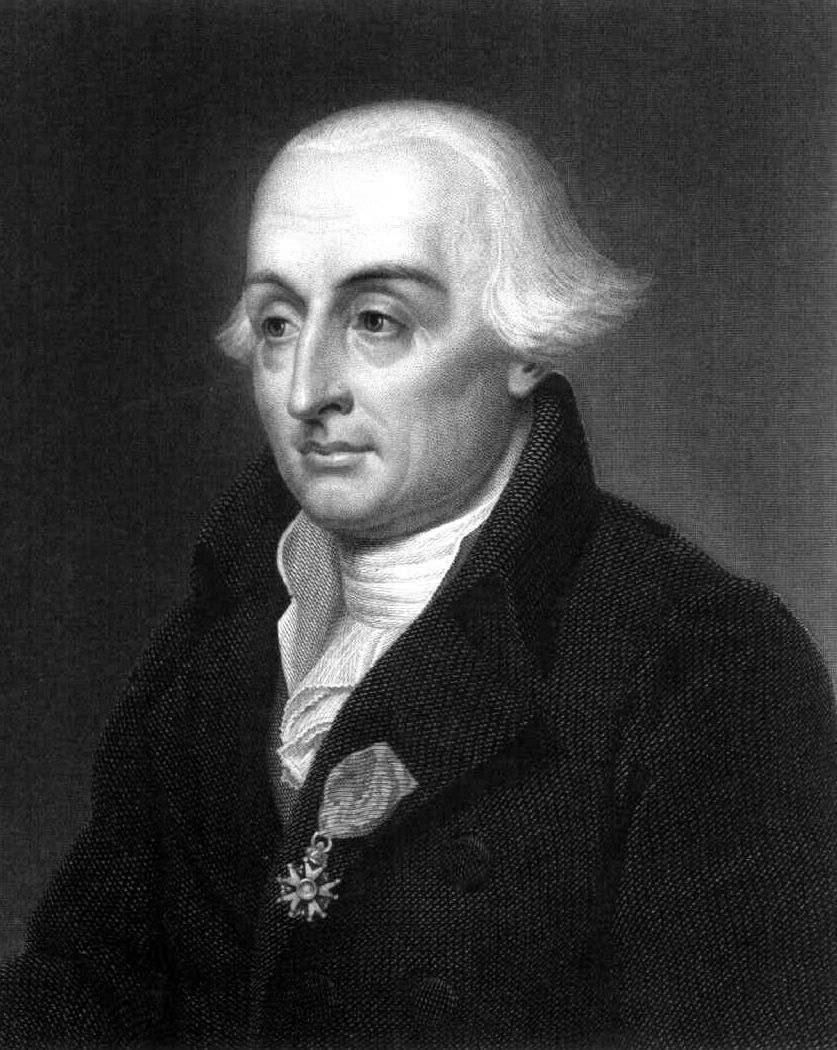
Joseph-Louis Lagrange desenvolupa una eina essencial per generalitzar el resultat: les formes quadràtiques.

Aquí, n designa un nombre enter estrictament positiu i p un nombre primer. L'última equació generalitza aquella associada al teorema dels dos quadrats (cas on n és igual a 1).
Pel que fa al teorema dels dos quadrats, per començar, aplicant el petit teorema de Fermat, Euler demostra que un nombre primer p = 4n − 1 no divideix una suma de dos quadrats primers entre ells, a² + b². També demostra que un divisor d'una suma de dos quadrats a² + b² és d'aquesta forma (i per tant si és primer, o bé és 2 o bé és un enter de la forma 4n+1); aquest resultat s'estén al cas de n=2 o 3 (es troba que un divisor senar primer és congruent amb 1 o 3 mòdul 8 per a n=2 i a 1 mòdul 3 per a n=3); en aquests últims casos, la demostració inversa descansa també sobre identitats de potències n-èsimes i el petit teorema de Fermat.
Es troba el rastre d'aquests resultats al fil de la seva correspondència amb Christian Goldbach (qui contribueix en aquest estudi), des del començament dels anys 1740, amb publicacions detallades, en les Memòries de l'Acadèmia de Saint-Pétersbourg en particular, un decenni més tard. André Weil evoca aquest període com una «campanya de set anys» per demostrar totes les assercions de Fermat sobre les sumes de dos quadrats; fins als anys 1770, Euler encara hi torna per donar variants de les seves demostracions i d'aquests resultats.
Euler acumula també totes les menes d'experimentacions numèriques. En aquest context, conjectura sense poder-lo demostrar, un resultat cridat a esdevenir una de les lleis centrals de la teoria dels nombres, la llei de reciprocitat quadràtica.
Reprenent un suggeriment de Fermat, interpreta també el teorema sobre les sumes de quadrats com un test de primalitat. En efecte, un nombre de la forma 4 n + 1 és primer si i només si s'escriu d'una única manera com a suma de dos quadrats, i aquests quadrats són primers entre ells. Aquest criteri permet a Euler demostrar que el 5è nombre de Fermat, {\displaystyle 2^{2^{5}}+1}, no és primer, ja que s'escriu de dues maneres diferents com a suma de quadrats:
Euler intenta igualment determinar per a quins enters {\displaystyle \mu ,\nu }, l'estudi dels nombres representables sota la forma {\displaystyle \mu x^{2}+\nu y^{2}} subministraria un criteri de primalité anàleg. Amb l'ajuda dels seus ajudants, troba que el criteri funciona quan el producte {\displaystyle \mu \nu } forma part d'una llista de 65 nombres, que bateja numeri idonei, nombres idonis. Utilitzant el més gran d'aquests nombres, 1848, Euler demostra per exemple que 18.518.809 (= 1.972² + 180.480.000) és primer.
Joseph-Louis Lagrange (1736-1813) integra els resultats tant teòrics com numèrics d'Euler i els estén, en una llarga memòria en dues parts, titulada «Investigacions d'aritmètica ». Lagrange no es limita a l'estudi dels nombres representats per les sumes de quadrats, sinó que estudia de forma més general els nombres enters que es poden escriure sota la forma ax² + bxy + cy², per als enters x, y incògnites i els enters a, b, c fixats. Tal expressió s'anomena una forma quadràtica binària (és a dir de segon grau i amb dues variables). El teorema dels dos quadrats es refereix a la forma quadràtica x² + y², és a dir aquella per a la qual a = c = 1, b = 0. Lagrange mostra en particular que dues formes f(x,y) i F(X,Y) representen els mateixos enters si un canvi de variables {\displaystyle x=\alpha X+\beta Y}, {\displaystyle y=\gamma X+\delta Y} (amb coeficients, {\displaystyle \alpha ,\beta ,\gamma ,\delta } enters i tals que {\displaystyle \alpha \delta -\beta \gamma =\pm 1}) transforma una en l'altre, i que per a dues formes enllaçades així, la quantitat b²−4ac, el discriminant de la forma, és idèntic. Tals formes seran anomenades «equivalents» per Gauss alguns decennis més tard i l'exploració d'aquesta relació entre formes quadràtiques per Lagrange constitueix un dels primers estudis coneguts d'una relació d'equivalència. Per a un discriminant donat, no hi ha més que un nombre finit de classes de formes, generades per la relació d'equivalència.
Lagrange es fixa que els dos nombres enters a i c són representats de manera primitiva, és a dir amb enters x, y primers entre ells per la forma quadràtica ax² + bxy + cy² ja que c = f(1,0), c = f(0,1), i també per tota forma equivalent; recíprocament, estableix que tot nombre enter representable de manera primitiva per una forma és el coeficient del terme en X² per a una altra forma equivalent a la primera, i que tot divisor d'una forma és representable per una forma amb el mateix discriminant (no necessàriament equivalent). En particular, si un nombre primer p divideix el valor en enters d'una forma quadràtica, el discriminant D de la forma és un quadrat mòdul p. La llei de reciprocitat permet expressar a la inversa aquesta condició com la pertinença de p a certes classes de congruència mòdul el valor absolut del discriminant (generalitzant el fet que p ha de ser congruent amb 1 mòdul 4 per ser representat amb una suma de quadrats, és a dir una forma quadràtica de discriminant −4).
Lagrange demostra finalment com, en cada classe de formes equivalents, trobar formes representants particularment senzilles: per a un discriminant negatiu, pot definir una forma representant única (anomenada forma reduïda) per classe, per a un discriminant positiu, la caracterització de les formes reduïdes fa servir en el seu estudi sobre l'equació (2) d'aquí damunt i a les fraccions contínues.
Adrien-Marie Legendre (1752-1833) aporta la seva pedra a l'edifici. Abans de la fi del segle, introdueix un que porta el seu nom que permet expressar més simplement la llei de reciprocitat quadràtica, fins i tot si la demostració completa d'aquesta llei encara se li escapa.

### Segle XIX: noves eines i nous marcs

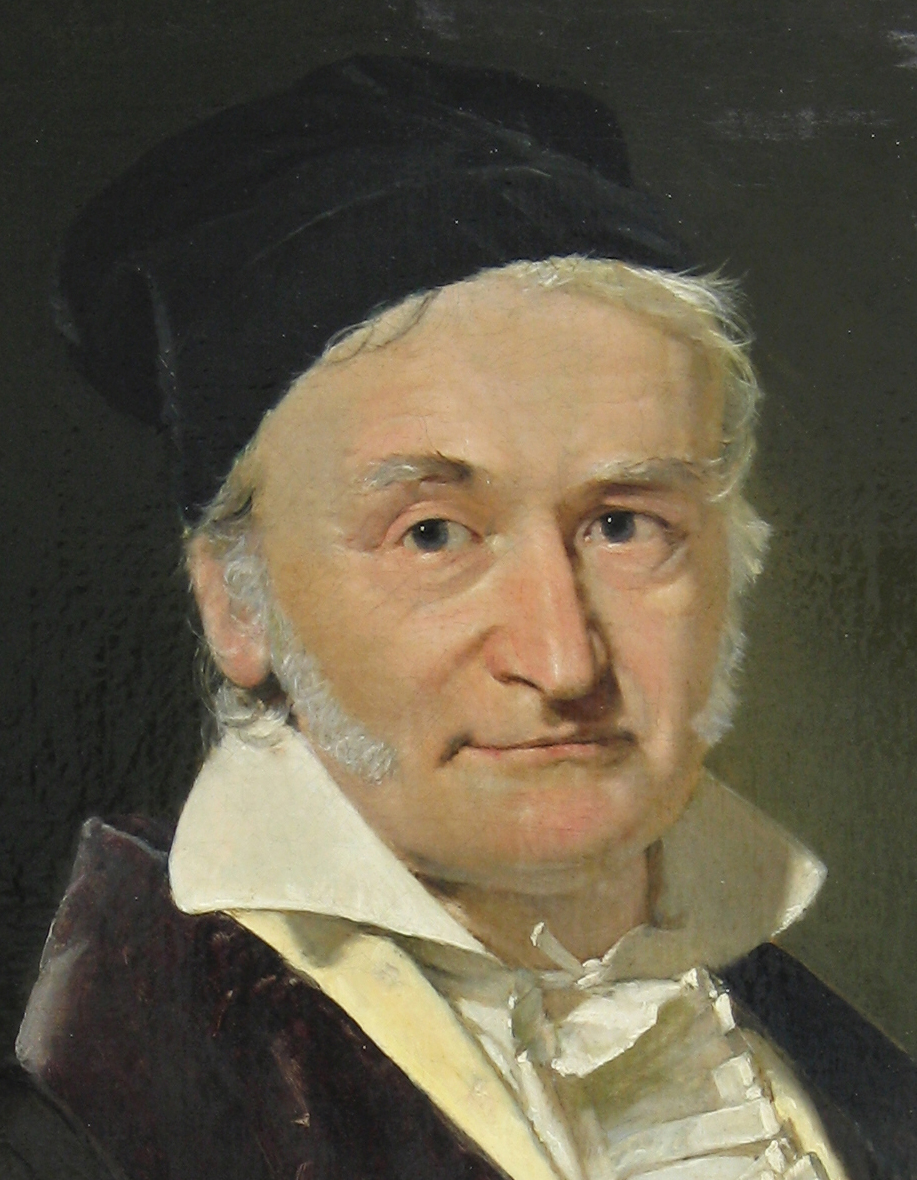
Carl Friedrich Gauss proposa una nova demostració i desenvolupa diverses eines connexes al teorema.

En el transcurs del segle xix, l'estudi dels problemes sobre els nombres enters canvia d'estatus. D'una part, dona lloc a vastes síntesis teòriques, unificant nombroses qüestions fins aleshores disperses. D'altra banda, deixen de ser una part marginal en el conjunt de les matemàtiques, esdevenen objecte de nombroses interaccions amb altres branques, com la geometria o l'anàlisi real o complexa. El teorema dels dos quadrats es beneficia d'aquest doble canvi: s'integra dins de nous marcs, es fa servir de vegades com una il·lustració de propietats més o menys profundes posades al dia, i es demostra més directament, o es refina, gràcies a l'ús de mètodes geomètrics o analítics.
El 1801, Carl Friedrich Gauss (1777-1855) publica un llibre d'aritmètica innovador. La lògica contínua consisteix a estudiar els nombres amb l'ajuda d'un pas estructural. Descobreix que múltiples configuracions, ara denominades anell euclidià es beneficien de les mateixes propietats i, per tant, d'una aritmètica anàloga. D'evegades s'anomena aritmètica del rellotge. S'estudien nous conjunts de nombres, de vegades de cardinal finit, de vegades generalitzant els enters. Aquests resultats ofereixen demostracions més senzilles del teorema dels dos quadrats, permeten demostrar la llei de reciprocitat quadràtica i estenen la classificació de les formes quadràtiques de Lagrange.
Els treballs de Gauss influencien els matemàtics del segle, Jacobi els utilitza per establir una demostració del nombre exacte de descomposicions d'un enter en dos quadrats. Richard Dedekind (1831-1916), l'últim per la data dels alumnes de Gauss, proposa dues demostracions a la vegada elegants i concises amb l'ajuda dels enters de Gauss. La que es presenta en aquest article és la segona.
Si les idees de Gauss permeten comprendre millor els nombres, el cas general queda pendent. Per arribar-hi, caldria ser capaç de classificar totes les formes quadràtiques i els avenços de les matemàtiques encara són insuficients. Aquesta classificació suposa el coneixement de les estructures de les extensions d'enters, anomenades enters algebraics. Si bé aquests conjunts disposen sempre d'una addició i d'una multiplicació que els confereixen una estructura d'anell, com més augmenta el valor de n més complexa es fa. Després la divisió euclidiana desapareix, fet encara més molest, al seu torn el teorema fonamental de l'aritmètica que garanteix la unicitat de la descomposició en factors primers s'esvaeix.
Johann Peter Gustav Lejeune Dirichlet (1805-1859) elucida l'estructura dels elements invertibles, Ernst Kummer (1810-1893) troba com substituir els factors primers (que hi manquen) amb l'ajuda d'una noció que es continua anomenant ideal, Evariste Galois (1811-1832) esbossa una vasta teoria que permet comprendre millor com es multipliquen els nombres. Cadascun dels progressos, conseqüència de l'obra dels seus diferents savis, permet resoldre alguns casos suplementaris. El cas general no es resol definitivament fins a l'últim any del segle gràcies al toc final de David Hilbert (1862-1943).

## Demostracions
Les diferents demostracions s'agrupen en funció de les èpoques i dels autors. En canvi, la redacció triada fa servir el formalisme modern: així, la presentació dels resultats de Diofant està molt allunyada de la forma geomètrica present en els texts originals. Les proves han estat escollides per la seva simplicitat. En conseqüència, la demostració basada en els enters de Gauss és deguda a Dedekind, la que fa servir els resultats de Lagrange sobre les formes quadràtiques és deguda a Gauss i certs resultats de Fermat són expressats en termes de residus, vocable contemporani que no apareix pas fins al final del segle xviii.

### Època de Diofant
Un primer enfocament elemental mostra que:
- Si un enter n és suma de dos quadrats, llavors el residu de la divisió de n entre 4 no és mai igual a 3.

Es demostra estudiant els residus de la divisió euclidiana entre 4 d'un quadrat perfecte.
Una identitat notable, anomenada sovint identitat de Brahmagupta permet establir el resultat següent:
- Si dos enters n i m són suma de dos quadrats, llavors el seu producte també és suma de dos quadrats.

Els dos enters n i m poden ser vistos com el quadrat del mòdul de dos nombres complexos amb parts real i imaginària enteres. Com el producte de dos mòduls és igual al mòdul del producte, n'hi ha prou amb considerar les parts reals i imaginàries producte per concloure la demostració.
També es pot establir directament la identitat sense fer referència als nombres complexos:

### Conseqüències de la identitat de Brahmagupta
La identitat de Brahmagupta permet anar més lluny en l'anàlisi de l'equació. Permet demostrar que:
- Si un nombre primer p és suma de dos quadrats, llavors els dos quadrats són únics.

Una altra propietat útil:
- Si un enter n, suma de dos quadrats, és divisible entre un nombre primer m, suma de dos quadrats, llavors el quocient és també suma de dos quadrats.

La demostració és d'igual naturalesa que la precedent, es basa en càlculs algebraics astuts fent servir la mateixa identitat. Aquest resultat es pot fer servir per establir una demostració del teorema. Permet avançar també l'anàlisi del cas general. Permet per exemple demostrar la proposició següent, present en una de les demostracions del teorema:
- Si un nombre n, suma de dos quadrats, és divisible entre un nombre m, que no és suma de dos quadrats, llavors el quocient q conté un factor primer que no és pas suma de dos quadrats.

### Fermat i els residus
Una altra etapa de la demostració consisteix a estudiar els residus de la divisió euclidiana entre p de cadascun dels termes de l'equació x² + y² = p. Com que el residu del terme de la dreta és nul, el del terme de l'esquerra ha de ser també nul. Aquest pas porta finalment a trobar una solució a l'equació següent:
L'objectiu és de trobar les solucions tals que ni x ni y no siguin múltiples de p. Com que p és primer, això significa que y i p són primers entre ells. La identitat de Bézout mostra l'existència d'enters α i β tals que:
Multiplicant per α² l'equació (1) i substituint α²y² pel valor calculat anteriorment, s'obté:
L'equació (2) admet sempre una solució si p és suma de dos quadrats. Correspon a una simplificació de l'equació general, ara coneguda sota el nom del problema del residu quadràtic. Significa determinar en quin cas un múltiple d'un nombre primer s'escriu com la suma d'un quadrat perfecte més 1. Si p és un nombre primer diferent de 2, la solució ve donada per la proposició següent:
- Existeix un múltiple de p que s'escriu com a suma d'un quadrat perfecte més 1 si i només si p és congruent amb 1 mòdul 4.

La condició és necessària, en efecte ja s'ha demostrat que el residu de la divisió euclidiana de m² + 1 no és mai igual a 3. Nombrosos enfocaments permeten establir la condició suficient. Una fa servir el petit teorema de Fermat. Un coneixement més avançat en aritmètica modular permet una demostració més expeditiva.

### Euler i el descens infinit
La demostració d'Euler que es presenta aquí segueix exactament el pla indicat per Fermat. Després de fer servir el petit teorema de Fermat per a l'estudi del residu quadràtic, empra el mètode del descens infinit. Aquest mètode, que es fa servir sovint en aritmètica, es basa en les propietats dels nombres naturals. Proposa raonaments per reducció a l'absurd sobre el fet que no existeix en ℕ (el conjunt dels naturals) cap successió infinita estrictament decreixent. La prova consisteix, amb l'ajuda de les hipòtesis, en construir una successió infinita estrictament decreixent d'enters positius. Com que tal successió no existeix, es demostra que una hipòtesi és falsa.
Les demostracions d'aquesta naturalesa s'apliquen de forma més natural per a l'obtenció de propietat d'inexistència de solucions. Fermat l'utilitza en particular per demostrar una proposició equivalent a la del seu gran teorema per a n = 4. La dificultat aquí consisteix a aplicar aquest mètode per demostrar un resultat positiu: l'existència de solució. Euler troba un mètode astut, estableix en principi el lema següent fent servir el descens infinit:
- Si un enter n és suma de dos quadrats d'enters n = a² + b² i si a i b són primers entre ells, llavors cada factor primer de n és suma de dos quadrats.

Un cop establert aquest resultat, la demostració és breu. El paràgraf precedent mostra que existeix un enter k tal que kp és suma de dos quadrats m² + 1². Els dos enters m i 1 són primers entre ells perquè 1 és primer amb tots els enters. El factor p és per tant, segons la proposició precedent, suma de dos quadrats.

### Lagrange i les formes quadràtiques
Si bé la demostració d'Euler té l'avantatge de cloure una conjectura de més d'un segle, és difícilment generalitzable i no permet progressar gaire sobre l'equació diofàntica x² + ny² = p.
Lagrange fa servir un camí menys afectat d'aquesta feblesa. Considera l'expressió x² + y² com la forma quadràtica associada al producte escalar canònic. Aquest enfocament amplia considerablement la llista de les eines disponibles, les de l'àlgebra lineal resten ara disponibles. La situació no és, no obstant això, la que es troba amb més freqüència. El producte escalar no està definit sobre un espai vectorial sinó sobre el mòdul ℤ². Un mòdul és una estructura comparable a la d'espai vectorial, amb la diferència que el conjunt dels escalars ja no és un cos. Per als mòduls d'aquesta naturalesa, certs resultats continuen sent vertaders, com per exemple l'existència d'una base el que ofereix una expressió algebraica senzilla.
Si M és la matriu de canvi de base de la base canònica en una altra base sobre ℤ², el seu determinant és necessàriament igual a 1 o −1. En efecte, una matriu de canvi de base és invertible:
Aquí Id designa la matriu identitat. Com que els coeficients de la matriu són enters, el determinant ho és també. La igualtat precedent mostra que el determinant de M és invertible i com que els únics enters invertibles són 1 i −1, són els únics valors possibles. La matriu del producte escalar canònic és la identitat. En una base qualsevol, la matriu és doncs de la forma M⊤M (aquí M⊤ designa la matriu transposada de M). Tal matriu és simètrica i de determinant igual a 1 perquè la transposició no modifica el determinant. Com que el producte escalar és definit positiu, els coeficients diagonals són positius. Recíprocament, Lagrange estableix el resultat següent:
- Tota forma bilineal sobre ℤ² la matriu de la qual sigui simètrica, de coeficients diagonals positius i de determinant igual a 1, admet una base ortonormal.

Així la imatge per la forma quadràtica associada d'un vector de coordenades (x, y) a la base ortonormal és igual a x² + y². Lagrange escull la forma bilineal φ de matriu M següent:
Aquí, p designa el nombre primer congruent amb 1 mòdul 4 i m i q enters qualssevol. La matriu M té determinant igual a 1 si i només si m² + 1 = pq. Aquesta equació és ben coneguda i ja s'ha tractat. Correspon a l'estudi del residu quadràtic −1 mòdul p. Admet una solució si i només si p és congruent amb 1 mòdul 4.
Sigui u el vector de coordenades (1, 0), un càlcul elemental mostra que (φ(u, u) = p. Si a i b són les coordenades de u a la base ortonormal, llavors l'expressió de φ(u, u) es fa a² + b², el que demostra el teorema.

### Gauss i els seus enters

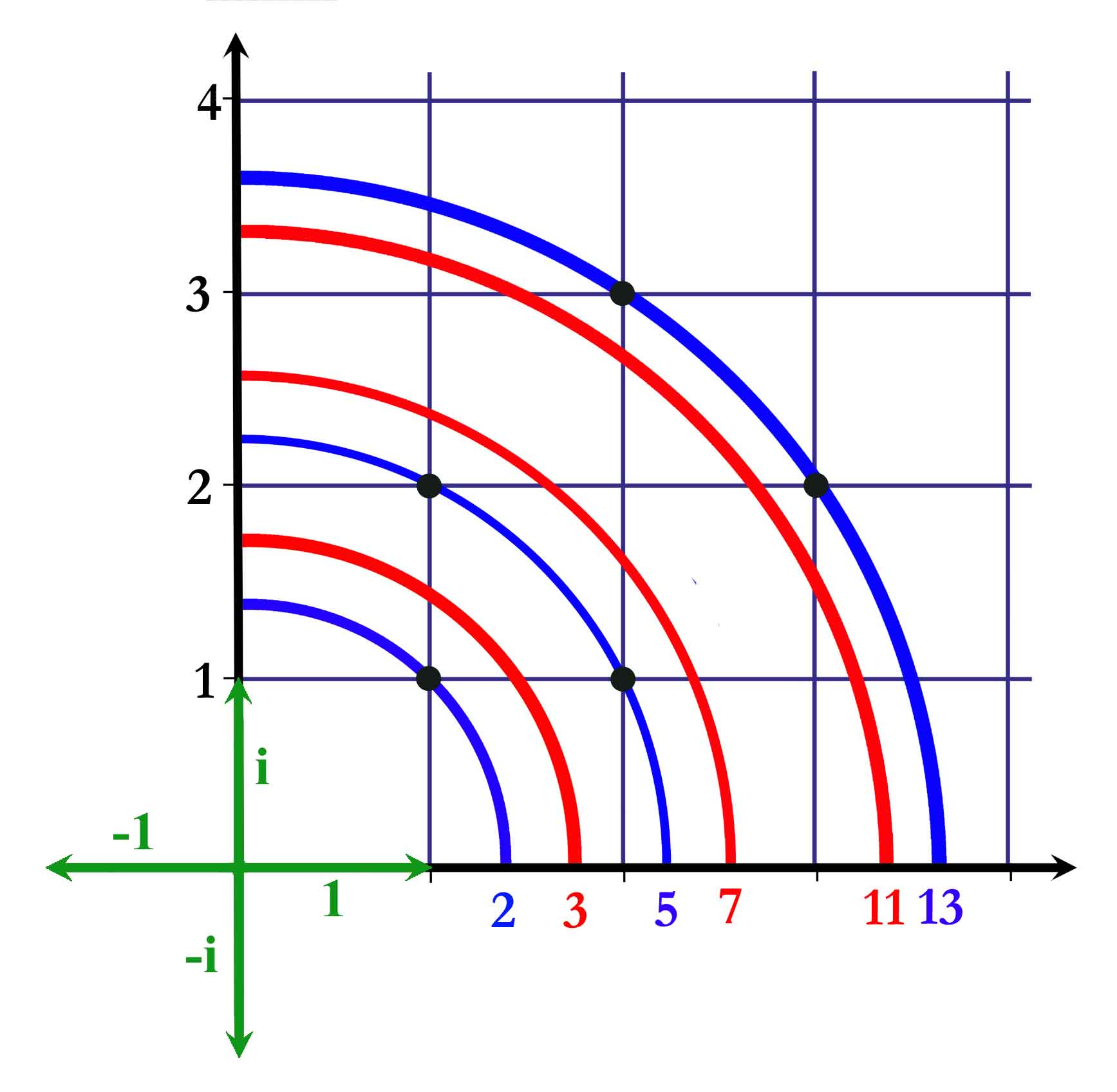
Il·lustració de la demostració pels enters de Gauss

La introducció d'una geometria euclidiana a la qüestió dels dos quadrats és una aportació incontestable. Permet introduir les eines de l'àlgebra lineal en l'aritmètica. Obre tanmateix més qüestions de les que en resol. Ben poques eines continuen estant disponibles per atacar el cas general. Gauss proposa un nou enriquiment estructural del conjunt dels parells de coordenades enteres. El pla, que disposa ja d'una addició, d'un producte extern per un element de ℤ i d'una forma quadràtica, està a més equipat amb una multiplicació interna. El punt (a, b) de coordenades enteres s'identifica amb el nombre complex a + bi. El conjunt dels punts disposa llavors d'una estructura d'anell els elements del qual s'anomenen enters de Gauss.
La forma quadràtica s'interpreta ara com una norma. A un punt z se li associa la norma N(z) definida pel producte de z pel seu conjugat. La norma disposa d'un doble avantatge als ulls del teorema subjecte de l'article, la qüestió formulada s'expressa sota una forma senzilla N(z) = p i la norma és una valuació de l'anell. Aquí una valuació és una aplicació que a un enter de Gauss li associa un nombre natural que respecta la multiplicació, és a dir si ℤ[i] designa el conjunt dels enters de Gauss:

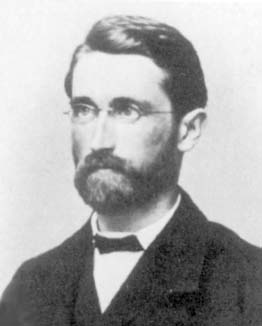
Richard Dedekind és l'autor de la demostració que es proposa aquí.

Té l'avantatge de conferir a l'anell una estructura euclidiana, és a dir que l'anell disposa d'una divisió euclidiana. Així, si n i m són dos enters de Gauss:
Tot anell euclidià és per tant factorial, la qual cosa significa que el teorema fonamental de l'aritmètica s'aplica. Existeixen també nombres primers de Gauss i una descomposició única en factor primers, en els enters invertibles.
Aquest nou marc estructural permet la demostració del teorema en algunes línies. Si p és un nombre primer congruent amb 1 mòdul 4, l'objectiu és demostrar l'existència d'un enter z tal que N(z) = p. El resultat sobre el residu quadràtic −1 mostra que existeixen dos enters naturals positius m i k tals que N(m + i) = kp. Se'n dedueix la igualtat següent:
Aquesta igualtat permet deduir que p no és primer com a enter de Gauss. Si ho fos, dividiria m+i o m−i, així com el seu conjugat. Així dividiria l'un i l'altre així com la seva diferència −2i. Ara bé l'enter de Gauss p no divideix −2i, ja que la seva norma és massa gran. Existeixen doncs dos enters de Gauss z1 i z₂, que no són pas de les unitats i tals que z1z₂ és igual a p. Com que els divisors no són unitats, les seves normes són diferents de 1 i N(z1)N(z₂) = p². Com que p és primer, només els divisors de p₂ són 1, p i ell mateix. Se'n dedueix que N(z1) és igual a p, el que finalitza la demostració.

## Resultats connexos

### Altres problemes plantejats per Fermat
Catorze anys més tard, en una carta a Blaise Pascal, Fermat conjectura dos resultats anàlegs si p és un nombre primer senar:
- {\displaystyle p=x^{2}+2y^{2}\Leftrightarrow p\equiv 1{\mbox{ o }}p\equiv 3{\pmod {8}}}
- Si {\displaystyle p\neq 3} llavors {\displaystyle p=x^{2}+3y^{2}\Leftrightarrow p\equiv 1{\pmod {3}}}

Aquests dos resultats els demostra per primera vegada Lagrange.

### Generalització a tots els enters
Una vegada coneguts els nombres primers suma de dos quadrats, es pot generalitzar la qüestió a tots els enters:
- Un enter n és suma de dos quadrats d'enters si, i només si, en la seva descomposició en factors primers, els nombres primers congruents amb 3 mòdul 4 figuren a una potència parell.

#### Didàctica
- (francès) M. Guinot. Arithmétique pour amateurs. Vol. 1. Pythagore, Euclide et toute la clique Aléas Lyon, 1992 ISBN 2908016214 Aquesta sèrie de cinc volums està adreçada als amateurs avançats (és a dir que han fet un o dos anys d'estudis de matemàtiques després del batxillerat). S'hi troben les bases de l'aritmètica així com l'estudi de les ternes pitagòriques.
- (francès) M. Guinot. Arithmétique pour amateurs. Vol. 2. Les resveries de Fermat Aléas Lyon, 1993 ISBN 2908016273 La teercera part està dedicada a la suma de dos quadrats.
- (francès) M. Guinot. Arithmétique pour amateurs. Vol. 3. Ce diable d'homme d'Euler Aléas Lyon, 1994 ISBN 2908016397  Aquest llibre tracta del teorema dels dos quadrats amb les eines de Lagrange i de Jacobi així com de les equacions difàntiques en general.
- (francès) M. Guinot. Arithmétique pour amateurs. Vol. 5. GAUSS "princeps mathematicum" Aléas Lyon, 1997 ISBN 2843010446  Aquest llibre tracta dels enters de Gauss i de la classificació de les formes quadràtiques.

#### Història
- (anglès) T. L. Heath. Diophantus of Alexandria: A Study in the History of Greek Algebra Dover Publications, Inc., New York, 1964
- (anglès) L. E. Dickson. History of the Theory of Numbers Amer Mathematical Society 1999 ISBN 0821819380 Aquest monumental conté més de 1500 pàgines i tracta àmpliament Diofant al capítol II. Conté per exemple una anàlisi precisa del contingut matemàtic que el formalisme antic fa complicat.
- (francès) C. Goldstein. Un théorème de Fermat et ses lecteurs Presses universitaires de Vincennes 1995 ISBN 2910381102 Aquest text tracta a la vegada del context històric i de les diferents lectures i perspectives dels matemàtics sobre l'obra de Fermat. Per contrapartida, el teorema tractat no és el de l'article malgrat que les eines utilitzades son anàlogues.
- (anglès) R. E. Bradley. Leonhard Euler: Life, Work and Legacy Elsevier Science 2007 ISBN 0444527281 Aquest llibre està compost per 24 articles sobre Euler que es va editar pel seu 300è aniversari. Hi tracta tant el contingut aritmètic de la seva obra així com la seva influència històrica.

#### Matemàtiques
- (francès) I.R.E.M. Lille. Les nombres - Problèmes anciens et actuels Ellipses 2000 ISBN 2729801227
- (francès) Samuel, Pierre. Théorie algébrique des nombres.Aquesta referència és una de les més citades com introducció a la teoria algebraica de nombres. Es troben els teoremes de dos, tres i quatre quadrats.
- (francès) Serre, Jean-Pierre. Cours d'arithmétique (en francès). Aquesta referència, igual que l'anterior, és una de les més famoses introduccions a la teoria algebraica de nombres.
- (francès) R. Descombes. Éléments de théorie des nombres PUF 1986 ISBN 213039214-8 Hi ha una demostració sobre l'aproximació de Lagrange a la pàgina 12 i 13.
- (anglès) D. A. Cox. Primes of the Form x²+ny² Wiley-Interscience 1989 ISBN 0471506540 El llibre és tècnic i cobreix completament el que enuncia el seu títol, una bona referència per anar més enllà.
- Hardy, Godfrey Harold; Wright, E. M.. An Introduction to the Theory of Numbers (en anglès). Aquest llibre és una obra didàctica, antiga però actualitzada diverses vegades, i sent sempre una bona referència per a la introducció a la teoria de nombres. Conté demostracions de tots els resultats de l'article, per exemple el de Jacobi al paràgraf 9 del capítol 16.